# Kulno
Kulno est une localité polonaise de la gmina de Kuryłówka, située dans le powiat de Leżajsk en voïvodie des Basses-Carpates.